# Begraafplaats van Hazebroek
De Begraafplaats van Hazebroek (Frans: Cimetière Saint-Eloi) is een gemeentelijke begraafplaats in de Franse stad Hazebroek. Het is een van de verschillende begraafplaatsen in de stad en ze bevindt zich 400 meter ten zuidwesten van de Église Saint-Éloi.
Aan de zuidkant van de begraafplaats bevinden zich Franse en Britse militaire perken. Centraal voor deze perken staat een poortboog als Frans oorlogsmonument.

## Britse oorlogsgraven
Op de begraafplaats bevindt zich een Brits militair perk met gesneuvelden uit beide wereldoorlogen. Het Britse perk beslaat de oostelijke helft van het militair gedeelte van de begraafplaats. Er liggen 963 doden. Het gaat om 877 gesneuvelden uit de Eerste Wereldoorlog, van wie 17 niet geïdentificeerd konden worden, en 86 uit de Tweede Wereldoorlog, van wie 20 niet geïdentificeerd konden worden. Het Brits perk werd ontworpen door Herbert Baker en wordt onderhouden door de Commonwealth War Graves Commission. Het Cross of Sacrifice staat aan de rechterzijde van het Britse perk, in de lengteas van het Franse oorlogsmonument. De Stone of Remembrance staat aan de linkerzijde. In de CWGC-registers is de begraafplaats opgenomen als Hazebrouck Communal Cemetery.

### Geschiedenis
In Hazebroek waren vanaf oktober 1914 al Britse veldhospitalen gevestigd. Zij begroeven slachtoffers op de gemeentelijke begraafplaats tussen de burgerlijke graven. Vanaf september 1917 werd de stad wegens Duits geschut te onveilig voor veldhospitalen, maar men bleef tot juli 1918 hier slachtoffers begraven. Na de oorlog werd het Brits perk ingericht waarnaar de Britse graven werden verplaatst.
Ook in het begin van de Tweede Wereldoorlog werd de begraafplaats door de Britten gebruikt, vooral voor slachtoffers die eind mei 1940 vielen bij de geallieerde terugtrekking naar Duinkerke.
Er liggen 812 Britten, 59 Canadezen, 50 Australiërs, 30 Nieuw-Zeelanders, 12 Indiërs en 1 Chinees (Chinese Labour Corps) begraven.

### Graven
- James Reuben Scott, sergeant-majoor bij de Canadian Army Service Corps, werd op 19 augustus 1916 vermoord door B. De Fehr die twee graven rechts van hem begraven ligt.
- T.V.G. Elliot, luitenant bij de Royal Field Artillery en R. Walker, soldaat bij de The Queen's (Royal West Surrey Regiment) liggen begraven onder een private grafsteen.

#### Onderscheiden militairen
- Clarence Wells Didier Daly, luitenant-kolonel bij de Australian Infantry, A.I.F. werd onderscheiden met de Distinguished Service Order (DSO).
- Charles Seccombe Craufurd Kennedy, kapitein bij de Sherwood Foresters (Notts and Derby Regiment) werd onderscheiden met het Military Cross (MC).
- Fred Everest Banbury, kapitein bij de Royal Air Force, werd onderscheiden met het Distinguished Service Cross (DSC).
- Leslie Moore Phillips, onderluitenant bij de Australian Infantry, John McDougall Stewart, sergeant bij het Australian Army Medical Corps, Thomas Henry Sutcliffe, mecanicien bij het Royal Flying Corps, Frank Martin, korporaal bij het London Regiment (First Surrey Rifles) en Henry Cecil Simmons, kanonnier bij de Royal Garrison Artillery werden onderscheiden met de Distinguished Conduct Medal (DCM).
- sergeant-majoor Edward Dwyer, kwartiermeester sergeant W.H. Waters, de sergeanten J. Harris en E. Hooper, korporaal Robert William Dowsett, soldaat Albert Arthur Rossiter en matroos J.W. O'Kelly ontvingen de Military Medal (MM).

#### Minderjarige militairen
- soldaat John Trepanaitis was 15 jaar toen hij sneuvelde. Hij diende onder het alias John Trett bij de King's Own (Royal Lancaster Regiment).
- soldaat J. Laidler was 16 jaar toen hij sneuvelde.
- onderluitenant Digby C. Cleaver, korporaal Joseph F. Hall en de soldaten Samuel V. Burns, Ernest Clark, A.J. Farrington, F.A. Holloway, F.J.W. Jarvis en Harry J. Utting waren 17 jaar toen ze sneuvelden.

#### Aliassen
- sergeant Joseph Wood diende onder het alias Joseph Edwards bij het Cheshire Regiment.
- korporaal George McDermott diende onder het alias George Elliot bij het Army Service Corps.
- korporaal George Robert Carpenter diende onder het alias George Smith bij het Essex Regiment.

#### Gefusilleerde militair
- B. De Fehr, chauffeur bij de 1st Canadian Reserve Park (Canadian Army Service Corps) werd wegens moord gefusilleerd op 25 augustus 1916.